# کارل گال
کارل گال (انگلیسی: Carl Galle; ۵ اکتبر ۱۸۷۲ – ۱۸ آوریل ۱۹۶۳) ورزشکار دو و میدانی اهل آلمان بود.